# NGC 2581
NGC 2581 é uma galáxia espiral barrada (SB?) localizada na direcção da constelação de Cancer. Possui uma declinação de +18° 35' 49" e uma ascensão recta de 8 horas, 24 minutos e 30,9 segundos.
A galáxia NGC 2581 foi descoberta em 7 de Março de 1885 por Édouard Jean-Marie Stephan.